# Cífer
Cífer é um município da Eslováquia, situado no distrito de Trnava, na região de Trnava. Tem 29,88 km² de área e sua população em 2019 foi estimada em 4370 habitantes.

## Demografia
| Ano:        | 1994 | 2004   | 2014   | 2024    |
| ----------- | ---- | ------ | ------ | ------- |
| Broj ljudi: | 3765 | 3837   | 4142   | 4886    |
| Razlika:    |      | +1,91% | +7,94% | +17,96% |

| Ano:               | 2023 | 2024   |
| ------------------ | ---- | ------ |
| Número de pessoas: | 4832 | 4886   |
| Diferença:         |      | +1,11% |